# Yangju
Yangju (hangul 양주시, hanja 楊州市) är en stad i den sydkoreanska provinsen Gyeonggi, och är en nordlig förort till Seoul. Folkmängden var 237 370 invånare i slutet av 2020, varav 171 142 invånare bodde i själva centralorten.

## Administrativ indelning
Centralorten är indelad i sex stadsdelar (dong):
Hoecheon 1-dong,
Hoecheon 2-dong,
Hoecheon 3-dong,
Hoecheon 4-dong,
Yangju 1-dong och
Yangju 2-dong,
Resten av kommunen består av en köping (eup) och fyra socknar (myeon):
Baekseok-eup,
Eunhyeon-myeon,
Gwangjeok-myeon,
Jangheung-myeon och
Nam-myeon.